# آلیس والتون
آلیس والتون (به انگلیسی: Alice Walton) یا آلیس لوئیس والتون (زاده ۷ اکتبر ۱۹۴۹) تاجر و نیکوکار آمریکایی است، که در سال ٢٠٢١ با دارایی خالصی معادل ٦٦/٧ ميليارد  دلار، دومین زن و سیزدهمین فرد ثروتمند مستقر در ایالات متحده آمریکا می‌باشد. وی از اعضای هیئت مدیره شرکت وال‌مارت و از اعضای خانواده والتون می‌باشد.
آلیس والتون دختر سام والتون بنیانگذار شرکت وال‌مارت و خواهر اس. رابسون والتون، جیم والتون و جان تی. والتون می‌باشد.